# The Dark Ride
The Dark Ride je desáté studiové album německé power metalové skupiny Helloween, vydané roku 2000.

## Seznam skladeb
1. "Beyond the Portal" – 0:45
2. "Mr. Torture" (Kusch) – 3:28
3. "All over the Nations" (Weikath) – 4:55
4. "Escalation 666" (Grapow) – 4:24
5. "Mirror Mirror" (Deris) – 3:55
6. "If I Could Fly" (Deris) – 4:09
7. "Salvation" (Weikath) – 5:43
8. "The Departed (Sun Is Going Down)" (Kusch) – 4:37
9. "I Live for Your Pain" (Deris) – 3:59
10. "We Damn the Night" (Deris) – 4:07
11. "Immortal (Stars)" (Deris) – 4:04
12. "The Dark Ride" (Grapow) – 8:52
13. "The Madness of the Crowds" (Deris) (bonus na japonském vydání) - 4:12
14. "Deliver Us From Temptation" (Grosskopf) (bonus na japonském vydání) - 04:54

## Sestava
- Andi Deris - Zpěv
- Michael Weikath - Kytara
- Roland Grapow - Kytara
- Markus Grosskopf - Basová kytara
- Uli Kusch - Bicí